# Калустян Тамара Седраківна
Калустян (Калустянц) Тамара Сергіївна (Седраківна) (нар. 1 жовтня 1925, м. Київ) — видатна українська камерна співачка (мецо-сопрано). Лауреат Республіканського конкурсу вокалістів (1959). Закінчила Київський університет (1950, філологічний факультет, романо-германське відділення), Київську консерваторію (1957, клас вокалу Клари Ісаківни Брун-Каміонської й Тетяни Михайлової, клас камерного співу Зої Ліхтман).
Онука відомого українського математика Граве Дмитра Олександровича.
Підписала «Київський лист» (Лист-протест 139) 1968 року, усвідомлюючи, що тим самим назавжди позбавляє себе можливості викладання в радянській консерваторії, всесоюзного визнання, телевізійних виступів та зарубіжних гастролей тощо.
Співачку пов'язує багаторічна віддана дружба з Фаїною Раневською.

## Творча біографія
1946—1951 — навчалась співу у вокально-оперній студії Будинку вчених АН УРСР, 1960-х брала уроки у Надії Голубовської та Ісая Браудо (Санкт-Петербург, тоді Ленінград).
1959—1972 — солістка Укрконцерту
1972—1988 — солістка Київської філармонії.
1961—1974 — викладачка вокалу в Студії естрадно-циркового мистецтва при Укрконцерті (нині — Київський державний коледж естрадного та циркового мистецтв).
Як солістка Київської філармонії виконала низку різнопланових програм з фортепіано, органом, камерними і симфонічними оркестрами (досконале знання іноземних мов сприяло точному відтворенню лексики оригіналів).
З органістом Самуїлом Дайчем щорічно (в 1960-1970-х) виконувала твори Й. С. Баха, Г. Ф. Генделя, Т. Джордані, Дж. Перголезі та інших (Київ, Львів, Донецьк, Вільнюс, Рига, Каунас, Таллін, Ленінград, Новосибірськ, Мінськ).
У камерних концертах виконала вокальні цикли Ріхарда Вагнера, Густава Малера, Роберта Шумана, Гуго Вольфа на вірші німецьких поетів мовою оригіналу. Перша виконавиця вокальних циклів Дмитра Шостаковича в Києві (на слова Марини Цветаєвої, «Іспанські пісні», «Сатири», слова Саші Чорного); В. Гавриліна, М. Мінкова, М. Таривердиєва, Б. Тищенка, 2 цикли Сергія Прокоф'єва (на слова Анни Ахматової та Костянтина Бальмонта). У репертуарі — романси Антона Аренського, Мілія Балакирєва, Михайла Глінки, Олександра Даргомижського, Цезара Кюї, Миколи Метнера, Модеста Мусоргського, Сергія Рахманінова, Миколи Римського-Корсакова, Петра Чайковського, Антона Рубінштейна, Георгія Свиридова, та ін.
Плідно співпрацювала з українськими митцями, виконала багато сучасних українських вокальних творів, поміж них — вокальні цикли Бориса Лятошинського, сл. Персі Б. Шеллі, Юлія Мейтуса, сл. Василя Симоненка, Юдіф Рожавської, сл. Коротича «Мудрість»; виконувала романси Миколи Лисенка, Якова Степового, Михайла Жербіна, Марії Завалішиної, Івана Карабиця, Олега Киви, Віталія Косенка, Бориса Лятошинського, Георгія та Платона Майбород, Юлія Мейтуса, Федора Надененка, Юдіф Рожавської, В. Філіпенка, Ігора Шамо, Андрія Штогаренка. Багаторічні творчі контакти повязували Тамару Калустян з Ігорем Блажковим; у його вокально-симфонічних програмах виконала ряд прем'єр, зокрема, у Ленінграді) з камерним складом Симфонічного Оркестру Ленінградської філармонії вперше співала драматичну кантату Бенджаміна Бріттена «Федра» (1980, до 100-річчя оркестру, здійснила запис на грамплатівку). З ним же брала участь у концертах до 100-річчя Ігора Стравінського (1980—1982): концертне виконання опери «Цар Едіп», «Requiem canticles» для контральто, баса, хору та оркестру, « Три пісні В. Шекспіра» для мецо-сопрано, флейти, кларнета та альта; «Кошачі колискові», 2 духовні пісні з « Іспанської книги пісень» Гуґо Вольфа (інструментування Ігора Стравінського). З Ігорем Блажковим і оркестром «Перпетуум мобіле» виконала прем'єри — кантату «Аріадна на Наксосі» Й. Гайдна, поему «Психея» М. де Фальї, мотет «In convertendo» Дмитра Бортнянського, «Salve Regina» Дж. Перголезі. У концертах під керуванням Федора Глущенка співала сольні партії в Реквіємі В. А. Моцарта, Симфонії № 9 Л. Бетховена, операх «Мавра» й «Цар Едіп» Ігора Стравінського (концертне виконання), під керуванням Ю. Никоненка — у симфонії «Пісня про землю» Густава Малера. З Київським тріо солістів (В. Новиков, А. Мельников, В. Пономарьов) виконала «4 шотланські пісні» Людвіга ван Бетховена й пісні Й. Брамса, з квартетом імені М. Лисенка, арфою та гобоєм — цикл Бориса Лятошинського «Камыши» на слова Костянтина Бальмонта. Брала участь у Гайднівських музичних святах (1985), фестивалі «Київська весна» (1983-85), у Москві до святкування 100 річчя З Кодая виконала прем'єру Трансильваської народної балади «Ката Кадар» для мецо-сопрано і камерного оркестру (диригент Е. Серов), 1983 виконала партію міс Беггот в опері « Маленький сажотрус» Бенджаміна Бріттена (постановка Ірини Молостової). У 1960-х разом із Володимиром Бесфамільновим їздила з концертами на цілину (Казахстан), у 1980-х брала участь в авторських концертах по Україні А. Штогаренка, В. Філіпенка, 1986 виступала з концертами на ЧАЕС. Здійснила багато записів до фонду Національної радіокомпанії України.
З 1989 і донині— керівник вокально-оперної студії Київського будинку вчених НАНУ. Серед її учнів солісти Київської оперети, Національної опери, дитячого музичного театру, естрадні співаки та студенти консерваторії.